# الکس کاچو
الکس کاچو (انگلیسی: Álex Cacho؛ زادهٔ ۳ سپتامبر ۱۹۸۷) بازیکن فوتبال اهل اسپانیا است.